# Hôtel du Commerce (La Rochelle)
L'hôtel du Commerce, bâti au XVIIIe siècle, est situé 10-12 place de Verdun à La Rochelle, en France. L'immeuble a été inscrit au titre des monuments historiques en 2002.

## Historique
Le bâtiment est inscrit au titre des monuments historiques par arrêté du 12 décembre 2002.